# زاباروجيا
زاباروجيا أو زَبُرِجيَة (بالأوكرانية:  Запоріжжя تلفظ: Zaporizhzhia) مدينة جنوبي وسط أوكرانيا، تقع على ضفاف نهر الدنيبر. مركز مقاطعة زابوروجييه أوبلاست. كانت المنطقة مأهولة منذ 3000 سنة لكن المدينة تأسست منذ عام 1770. كانت تسمى ألكساندروفسك بعد احتلالها من قبل الروس. هي سادس أكبر مدينة في البلاد بعدد سكان 790,000 نسمة (تعداد 2007) وتعتبر مركزاً صناعياً هاماً في فترة الحكم السوفيتي وحتى الآن. حيث رابع أكبر مركز صناعي في أوكرانيا تزدهر فيها صناعات المعادن الحديدية وغير الحديدية والكيماويات والبناء. وفيها العديد من المؤسسات الصناعية

## المناخ
يظهر الجدول التالي التغييرات المناخية على مدار السنة لزاباروجيا:
| البيانات المناخية لـزاباروجيا     | البيانات المناخية لـزاباروجيا | البيانات المناخية لـزاباروجيا | البيانات المناخية لـزاباروجيا | البيانات المناخية لـزاباروجيا | البيانات المناخية لـزاباروجيا | البيانات المناخية لـزاباروجيا | البيانات المناخية لـزاباروجيا | البيانات المناخية لـزاباروجيا | البيانات المناخية لـزاباروجيا | البيانات المناخية لـزاباروجيا | البيانات المناخية لـزاباروجيا | البيانات المناخية لـزاباروجيا | البيانات المناخية لـزاباروجيا |
| الشهر                             | يناير                         | فبراير                        | مارس                          | أبريل                         | مايو                          | يونيو                         | يوليو                         | أغسطس                         | سبتمبر                        | أكتوبر                        | نوفمبر                        | ديسمبر                        | المعدل السنوي                 |
| --------------------------------- | ----------------------------- | ----------------------------- | ----------------------------- | ----------------------------- | ----------------------------- | ----------------------------- | ----------------------------- | ----------------------------- | ----------------------------- | ----------------------------- | ----------------------------- | ----------------------------- | ----------------------------- |
| الدرجة القصوى °م (°ف)             | 12.2 (54.0)                   | 17.1 (62.8)                   | 24.0 (75.2)                   | 31.4 (88.5)                   | 35.9 (96.6)                   | 36.5 (97.7)                   | 39.5 (103.1)                  | 40.2 (104.4)                  | 35.9 (96.6)                   | 35.0 (95.0)                   | 20.9 (69.6)                   | 16.0 (60.8)                   | 40.2 (104.4)                  |
| متوسط درجة الحرارة الكبرى °م (°ف) | −0.4 (31.3)                   | 0.4 (32.7)                    | 6.3 (43.3)                    | 15.3 (59.5)                   | 21.9 (71.4)                   | 25.7 (78.3)                   | 28.3 (82.9)                   | 28.0 (82.4)                   | 21.9 (71.4)                   | 14.3 (57.7)                   | 5.7 (42.3)                    | 0.8 (33.4)                    | 14.0 (57.2)                   |
| المتوسط اليومي °م (°ف)            | −3.1 (26.4)                   | −2.9 (26.8)                   | 2.2 (36.0)                    | 10.0 (50.0)                   | 16.2 (61.2)                   | 20.1 (68.2)                   | 22.5 (72.5)                   | 21.8 (71.2)                   | 16.2 (61.2)                   | 9.4 (48.9)                    | 2.6 (36.7)                    | −1.8 (28.8)                   | 9.4 (48.9)                    |
| متوسط درجة الحرارة الصغرى °م (°ف) | −5.7 (21.7)                   | −5.9 (21.4)                   | −1.4 (29.5)                   | 4.9 (40.8)                    | 10.5 (50.9)                   | 14.7 (58.5)                   | 16.7 (62.1)                   | 15.8 (60.4)                   | 10.9 (51.6)                   | 5.2 (41.4)                    | −0.4 (31.3)                   | −4.4 (24.1)                   | 5.1 (41.2)                    |
| أدنى درجة حرارة °م (°ف)           | −29.3 (−20.7)                 | −26.1 (−15.0)                 | −25 (−13)                     | −8.2 (17.2)                   | −2 (28)                       | 3.9 (39.0)                    | 8.2 (46.8)                    | 3.9 (39.0)                    | −3 (27)                       | −8.9 (16.0)                   | −18.6 (−1.5)                  | −26.2 (−15.2)                 | −29.3 (−20.7)                 |
| الهطول مم (إنش)                   | 42 (1.7)                      | 35 (1.4)                      | 36 (1.4)                      | 37 (1.5)                      | 44 (1.7)                      | 62 (2.4)                      | 47 (1.9)                      | 41 (1.6)                      | 33 (1.3)                      | 35 (1.4)                      | 42 (1.7)                      | 44 (1.7)                      | 498 (19.6)                    |
| متوسط الأيام الممطرة              | 10                            | 8                             | 11                            | 12                            | 13                            | 13                            | 10                            | 8                             | 10                            | 11                            | 13                            | 11                            | 130                           |
| متوسط الأيام المثلجة              | 14                            | 14                            | 9                             | 1                             | 0                             | 0                             | 0                             | 0                             | 0                             | 1                             | 6                             | 13                            | 58                            |
| متوسط الرطوبة النسبية (%)         | 87                            | 84                            | 78                            | 66                            | 62                            | 65                            | 62                            | 59                            | 66                            | 76                            | 86                            | 88                            | 73                            |
| المصدر: Pogoda.ru.net             |                               |                               |                               |                               |                               |                               |                               |                               |                               |                               |                               |                               |                               |

## توأمة
لزاباروجيا اتفاقيات توأمة مع كل من:
- نوفوكوزنتسك [10]
- لاهتي (21 فبراير 1953 - )[10]
- برمنغهام (20 يونيو 1973 - )[10]
- لينتس (6 مايو 1983 - )
- أسدود (13 سبتمبر 2011 - )
- ماغديبورغ (29 مايو 2008 - )
- ييتشانغ (16 أكتوبر 1997 - )
- بلفور (6 يوليو 1967 - )
- أوبرهاوزن (20 مايو 1986 - )

## أعلام
- أوليكسي غاي
- جوشا جوتسنكو
- فيكتور ماتفينكو
- ليونيد زابوتنسكي
- سيرهي سيدورتشوك
- ماكسيم كوفال
- فاليري لوبانوفسكي